# Airaines
Airaines is een gemeente in het Franse departement Somme (regio Hauts-de-France). De gemeente telt 2099 inwoners (1999) en maakt deel uit van het arrondissement Amiens.

## Geografie
De oppervlakte van Airaines bedraagt 25,0 km², de bevolkingsdichtheid is 84,0 inwoners per km².
De onderstaande kaart toont de ligging van Airaines met de belangrijkste infrastructuur en aangrenzende gemeenten.

## Bezienswaardigheden
- De Église Saint-Denis
- Op de gemeentelijke begraafplaats van Airaines ligt een perk met 7 Britsen gesneuvelden uit de Tweede Wereldoorlog.

## Demografie
Onderstaande figuur toont het verloop van het inwonertal (bron: INSEE-tellingen).